# Azione Cattolica
Azione Cattolica var en katolsk ungdomsorganisation, som bildades i Italien 1905. Den spelade en viss roll i Vatikanens kamp mot fascismen.
Katolska studenter kunde efter eget val skriva in sig i universitetets fascistgrupp eller i den katolska studentfederationen, som var en underavdelning till Azione Cattolica. Dessa studentfederationer utsattes omkring 1930 för allt starkare motstånd och 1931 blev egendom tillhörande Azione Cattolicas föreningar beslagtagen av fascistmyndigheterna. Efter instruktioner från Vatikanen övertog då biskoparna personligen ledningen för Azione Cattolica i respektive stift, och i Roms stift blev kardinalvikarien högste ledare.